# Xiaopingdao
Xiaopingdao (Hsiao-p'ing-tao) ist ein Hafen und Stützpunkt der Marine der Volksrepublik China in der Provinz Liaoning. Er befindet sich etwa 15 km südwestlich von Dalian am Gelben Meer. 